# 海賓館マリンセンターハウス
海賓館マリンセンターハウス（かいひんかんマリンセンターハウス）は、愛知県蒲郡市港町にある博物館・資料館である。

## 概要
1996年（平成8年）7月27日に開館し、1997年に6万人、1998年に5万7,400人の利用者実績があった。
蒲郡市の「海辺の5館」（ほかに蒲郡市博物館・生命の海科学館・竹島水族館・海辺の文学記念館）のひとつである。
1927年（昭和2年）に建築され1982年（昭和57年）まで診療所（鈴木医院）として使用していた同市宝町の建物を1995年（平成7年）12月から半年かけてアメリカズカップニッポンチャレンジ艇の蒲郡ベースキャンプ隣接地に移築したもの。これに際し、平成8年度の蒲郡まちなみ景観賞を受賞している。
移築に際には博物館明治村の指導を受け、外観はそのままとした。内部は大幅に変更し、シーフードレストラン・アンテナショップ・ヨットのクラブハウス・アメリカズカップの展示室が設けられた。港側には屋外ラウンジとボードウォークがつくられ、海の雰囲気が満喫できるようになっている。
ちなみに、アメリカズカップは1988年（昭和63年）から2000年（平成12年）までの12年間で計3回挑戦した。

## 利用情報
- 開館時間：9時 - 22時（レストランは23時まで）
- 休館日：毎週水曜日
- 入館料：無料

## 所在地
- 〒443-0034：愛知県蒲郡市港町1150

## アクセス
- JR東海道本線・名鉄蒲郡線 蒲郡駅（南口）より徒歩で約6分。
- 東名高速道路音羽蒲郡I.C.より三河湾オレンジロード経由、車で約15分。